# Diga di Molina
La diga di Molina è una diga a gravità situata in Svizzera, nel Canton Grigioni nella Val Calanca.

## Descrizione
Ha un'altezza di 54 metri e il coronamento è lungo 93 metri. Il volume della diga è di 14.000 metri cubi.
Il bacino creato dalla diga, lago di Buseno, ha un volume massimo di 0,81 milioni di metri cubi, una lunghezza di 500 metri e un'altitudine massima di 687 m s.l.m. Lo sfioratore ha una capacità di 600 metri cubi al secondo.
Le acque del lago vengono sfruttate dall'azienda Calancasca SA di Roveredo.